# ARASHI LIVE TOUR Beautiful World
『ARASHI LIVE TOUR Beautiful World』（アラシ ライブ ツアー ビューティフル ワールド）は、日本の男性アイドルグループ・嵐のライブ・ビデオ。2012年5月23日にJ Stormから発売された。

## 概要
2011年7月から2012年1月まで行われた全国ツアー「ARASHI LIVE TOUR "Beautiful World"」から、2011年9月3日開催の国立競技場公演を収録。
初回限定盤と通常盤の2種類でリリース。初回限定盤はDVD3枚組のデジパック仕様で、48P歌詞ブックレットや2011年6月に行われたチャリティイベント「嵐のワクワク学校」が収録されたDVDが封入されている。通常盤は、アマレーケース仕様でオリジナル・ライブポスターが封入されている。
本作収録の「果てない空」は、後に5thベストアルバム「5×20 All the BEST!! 1999-2019」初回限定盤2特典DVD「ARASHI LIVE CLIPS」にも収録された。

## チャート成績
2012年6月4日付オリコンDVD総合週間チャートで57.2万枚を売り上げ、初登場首位を獲得。今作でDVD総売上枚数が614.4万枚となり、史上初の600万枚突破、歴代1位記録を更新した。

## 収録曲

### 本編映像
※Blu-rayではDisc 1にまとめて収録。

#### Disc 1
1. Overture
2. Believe
3. Oh Yeah!
4. 言葉より大切なもの
5. A・RA・SHI
6. 虹のカケラ〜no rain, no rainbow〜
7. Løve Rainbow
8. Summer Splash!
9. ハダシの未来
10. Crazy Moon〜キミ・ハ・ムテキ〜
11. Lucky Man
12. Shake it ! - 松本潤
13. 明日の記憶
14. 僕が僕のすべて
15. Hero
16. 「じゃなくて」- 相葉雅紀
17. このままもっと - 櫻井翔
18. Everybody前進
19. きっと大丈夫
20. Happiness

#### Disc 2
1. Rock this
2. always
3. Lotus
4. Beautiful days
5. Hung up on - 大野智
6. どこにでもある唄。- 二宮和也
7. Attack it!
8. morning light
9. まだ見ぬ世界へ
10. a Day in Our Life
11. Troublemaker
12. Love so sweet
13. サクラ咲ケ
14. 果てない空
15. 遠くまで
16. 感謝カンゲキ雨嵐
17. 夏の名前
18. ファイトソング
19. CARNIVAL NIGHT part2
20. One Love
21. 五里霧中
22. 5×10

### 特典映像「嵐のワクワク学校 〜毎日がもっと輝く5つの授業〜」
※初回限定盤のみ

#### Disc 3
1. オープニング
2. ドキドキの授業 - 二宮和也
3. ビリビリの授業 - 松本潤
4. パクパクの授業 - 相葉雅紀
5. パチパチの授業 - 櫻井翔
6. モシモシの授業 - 大野智
7. エンディング 〜 校歌「ふるさと」

## ツアー日程
- 全国ツアー「ARASHI LIVE TOUR "Beautiful World"」について記述。

|        | 開催日                                        | 開演時間 | 会場                   |
| 2011年 | 2011年                                        | 2011年   | 2011年                 |
| ------ | --------------------------------------------- | -------- | ---------------------- |
| 1      | 07月24日                                      | 16:00    | 京セラドーム大阪       |
| 2      | 07月30日                                      | 18:00    | 札幌ドーム             |
| 2      | 07月31日                                      | 16:00    | 札幌ドーム             |
| 3      | 09月 3日                                      | 17:30    | 国立霞ヶ丘競技場       |
| 3      | 09月 4日 （台風による 9月2日からの 振替公演） | 17:30    | 国立霞ヶ丘競技場       |
| 2012年 |                                               |          |                        |
| 4      | 01月 3日                                      | 18:00    | 京セラドーム大阪       |
| 4      | 01月 4日                                      | 16:00    | 京セラドーム大阪       |
| 5      | 01月 7日                                      | 18:00    | ナゴヤドーム           |
| 5      | 01月 8日                                      | 16:00    | ナゴヤドーム           |
| 6      | 01月14日                                      | 18:00    | 福岡Yahoo! JAPANドーム |
| 6      | 01月15日                                      | 16:00    | 福岡Yahoo! JAPANドーム |